# Трамваи в Пхенян
Трамваи в Пхенян е трамвайната система в Пхенян, столицата на Северна Корея. Преди Корейската война на Корейския полуостров има 3 трамвайни мрежи – в Сеул, Бусан и Пхенян. След войната мрежата в Пхенян е изоставена.
За разлика от Южна, в Северна Корея лични автомобили почти не съществуват. Затова севернокорейците разчитат предимно на обществения транспорт. В страната се внасят ограничени количества горива и затова те отиват предимно за военни нужди на държавата. В столицата Пхенян има електрифициран градски транспорт като тролейбуси и метрополитен. Тролейбусните линии с времето се пренатоварват и правителството решава да изградят трамвайни линии. Първата линия влиза в експлоатация през 1991 година.
В края на 1990-те години в Пхенян често прекъсва електричеството подари липса на финансови средства. Трамвайният транспорт също прекъсват работа при спирането на електричеството, но през следващите години положението се подобрява.
Трамваите в Пхенян са произведени от чехословашката компания „ЧКД“. Използват се различни модели.

## Други градове
В град Чхънджин също има трамваи, които се експлоатират от 1999 г.

## Фотогалерия
- Трамвай от модела Tatra T6B5